# Sint-Willibrorduskerk (Eersel)
Sint-Willibrorduskerk is een rooms-katholieke kerk in het Noord-Brabantse Eersel. De kerk is gewijd aan de Heilige Willibrordus en is gelegen aan de Kerkstraat 31.

## Geschiedenis
De kerk stamt oorspronkelijk van voor 1480 en was mogelijk een eenvoudig houten optrekje geweest, gesticht door de Abdij van Echternach. De toren dateert uit de tweede helft van de 14e eeuw. Aan het begin van de zestiende eeuw is de kerk uitgebreid met een ‘dwarspand’. Van 1648 tot 1812 was de kerk hervormd. Na beschadiging van de torenspits en het schip werd de kerk in 1718 hersteld. In de negentiende eeuw kwamen er nieuwe gewelven.
In 1924 werd de kerk verbouwd door architect Donders uit Tilburg.Tussen 1930-1931 is de kerk aan de oostkant uitgebreid onder leiding architect H.W. Valk uit 's-Hertogenbosch. Daarbij sneuvelde het oorspronkelijke koor en hij maakte de uitbreiding van Donders weer gedeeltelijk ongedaan.
In 2001 werd de kerk opgenomen op de monumentenlijst als rijksmonument.

## Onderdelen

### Orgel
Het pronkstuk van de kerk is het monumentale orgel. Het werd in 1972 onder Rijksmonumentenzorg geheel gerestaureerd. Het is een combinatie van werk van twee beroemde orgelbouwers : Bernard Petrus van Hirtum uit Hilvarenbeek (1838) en de gebroeders Smits uit Reek (1852).

### Klok
De Abdij van Echternach schonk in 1731 een nieuwe klok aan de kerk van Eersel. De vorige was door onkunde van de klokkengieter “geborsten”. Tijdens de Tweede Wereldoorlog zijn de klokken geroofd en niet meer teruggekomen. Hierna zijn drie klokken gemaakt door Petit en Fritsen en gewijd in 1947. De eikenhouten klokkenstoel waar ze inhangen stamt uit de 14e eeuw.

### Begraafplaats
Bij de kerk ligt een begraafplaats bestaande uit ruim 800 graven. De kerkhofmuur bestaande uit baksteen met een smeedijzeren poortje heeft ook status rijksmonument.

## Foto's

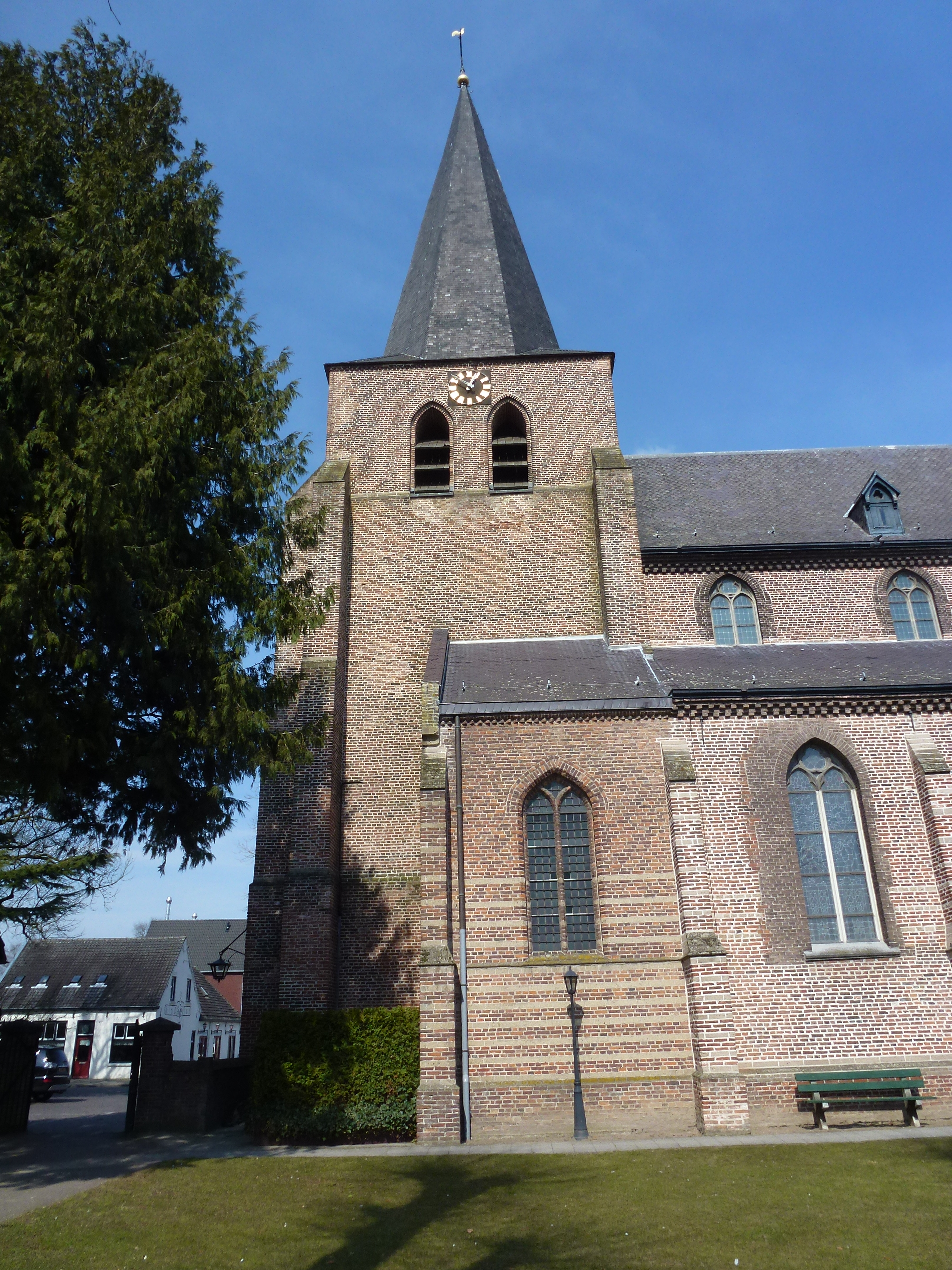
Toren
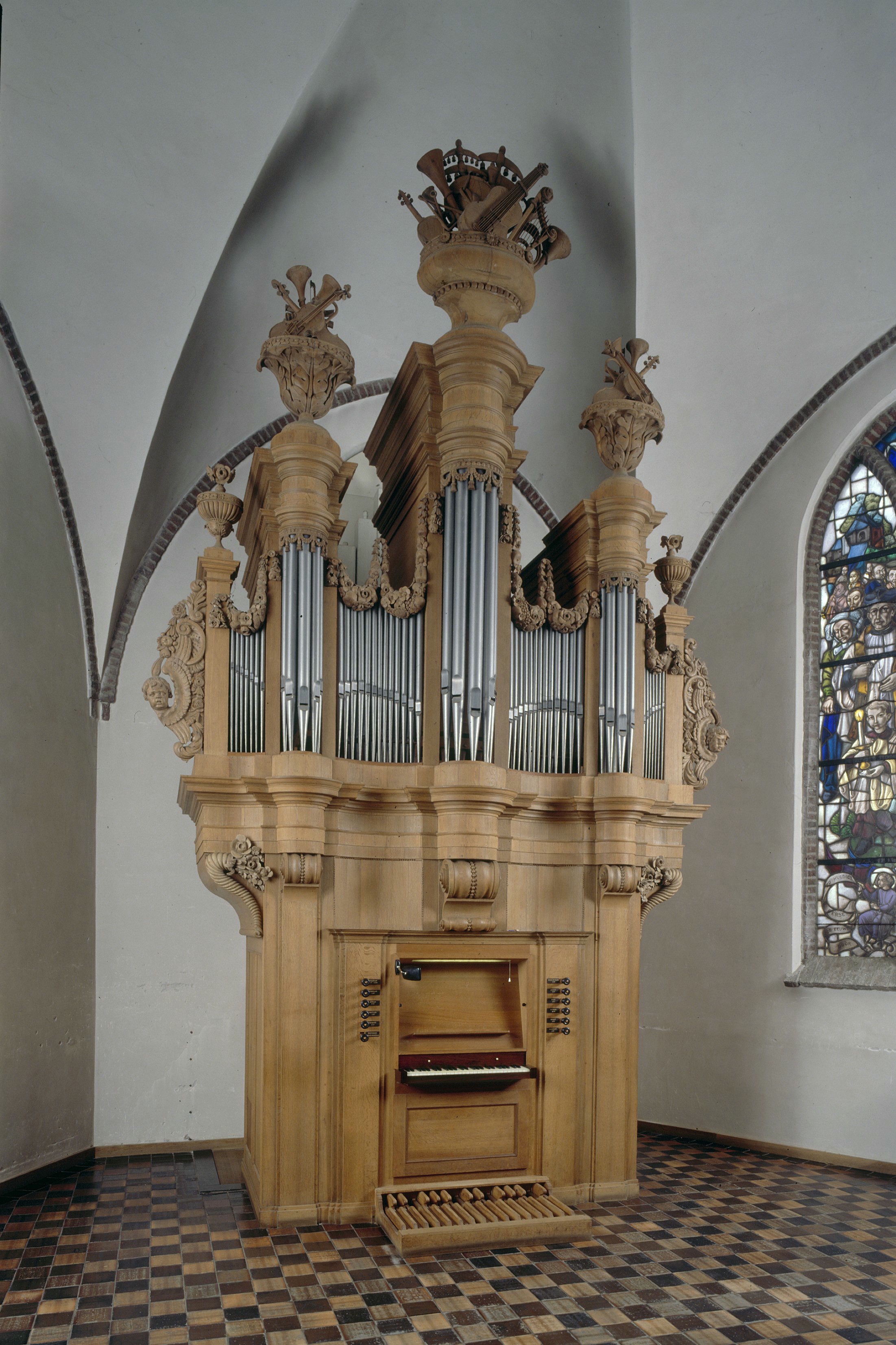
Orgel
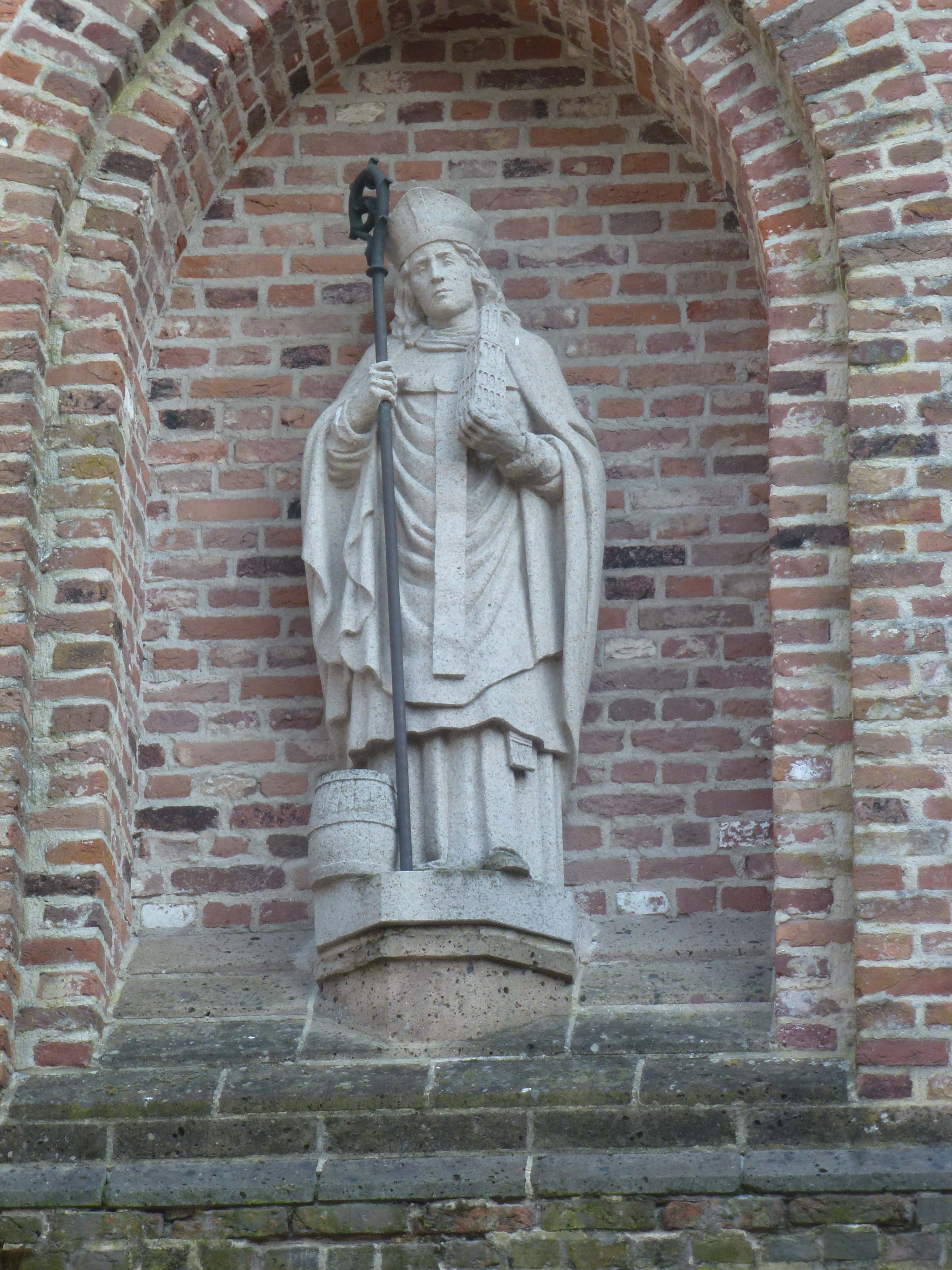
Beeld Sint Willibrord